# USS New Mexico (BB-40)
USS New Mexico (BB-40) amerykański pancernik, okręt główny typu New Mexico. Był pierwszym okrętem US Navy noszącym nazwę pochodzącą od stanu Nowy Meksyk.

## Historia służby

### Przed II wojną światową

#### 1915 – 1918: Budowa
Stępkę okrętu położono 14 października 1915 w stoczni New York Navy Yard. Zwodowano 13 kwietnia 1917, matką chrzestną była Margaret Cabeza De Baca, córka gubernatora stanu. Okręt wszedł do służby 20 maja 1918, pierwszym dowódcą został komandor Ashley H. Robertson.

#### 1919 – 1939
Po wstępnym szkoleniu "New Mexico" opuścił Nowy Jork 15 stycznia 1919 i popłynął do Brestu by eskortować transportowiec "George Washington" przewożący prezydenta Woodrow Wilsona z Francji, gdzie ten uczestniczył w konferencji pokojowej w Wersalu. Do Hampton Roads pancernik wrócił 27 lutego. Tam 16 lipca został okrętem flagowym nowozorganizowanej Floty Pacyfiku i trzy dni później popłynął przez kanał panamski do San Pedro, gdzie zawitał 9 sierpnia. Przez następne 12 lat okręt uczestniczył w częstych kombinowanych manewrach z Flotą Atlantyku, zarówno na Pacyfiku jak i na Karaibach. Brał również udział w wizytach w portach południowoamerykańskich, a w 1925 okręt odbył podróż do Australii i Nowej Zelandii.
Przeszedł przegląd i modernizację w Filadelfii pomiędzy marcem 1931 i styczniem 1933, i wrócił na Pacyfik w październiku 1934, by podjąć ćwiczenia i szkolenia taktyczne.

### II wojna światowa

#### 1940 – 1943
Gdy zagrożenie konfliktem wzrosło, portem macierzystym pancernika zostało Pearl Harbor (od 6 grudnia 1940 do 20 maja 1941). Następnie okręt został przebazowany do atlantyckiej bazy w Norfolk, gdzie dotarł 16 czerwca. Z tego portu pancernik uczestniczył w patrolach neutralności.
10 grudnia, gdy kierował się w stronę Hampton Roads (w drodze na zachodnie wybrzeże USA po japońskim ataku na Pearl Harbor), "New Mexico" staranował i zatopił amerykański statek towarowy "Oregon" na południe od latarniowca Nantucket.
1 sierpnia 1942 pancernik wypłynął z San Francisco na Hawaje, by przygotowywać się do boju. Pomiędzy 6 grudnia 1942 i 22 marca 1943 okręt eskortował konwoje z żołnierzami płynące na Fiji, następnie patrolował południowo-zachodni Pacyfik i wrócił do Pearl Harbor, by wziąć udział w inwazji na Aleuty. 17 maja okręt dotarł do wyspy Adak, bazy, z której brał udział w blokowaniu Attu. 21 lipca dołączył do dużych sił bombardujących Kiska. Atak ten sprawił, że Japończycy tydzień później wycofali się z archipelagu.
Po przeglądzie w stoczni Puget Sound Navy Yard, "New Mexico" wrócił do Pearl Harbor 25 października, by wziąć udział w inwazji na Wyspy Gilberta. Podczas tej operacji, która rozpoczęła się 20 listopada, pancernik ostrzeliwał atol Makin, ochraniał transporty, gdy nocą odpływały od wyspy i zapewniał ogień przeciwlotniczy podczas operacji wyładowywania na brzeg, osłaniał także lotniskowce. Do Pearl Harbor wrócił 5 grudnia 1943.

#### 1944
Okręt wyruszył 12 stycznia 1944 w rejs, aby wziąć udział w inwazji na wyspy Marshalla. Pancernik bombardował Kwajalein 31 stycznia i Ebeye 1 lutego, a następnie uzupełniał zapasy w Majuro. 20 lutego atakował Wotje, a 20 marca Kavieng na Nowej Irlandii. Później odwiedził Sydney zanim wrócił na Salomony w maju, by wspierać atak na Mariany.
"New Mexico" atakował 14 czerwca, Saipan 15 czerwca i Guam 16 czerwca. Dwukrotnie 18 czerwca pomagał odpędzić ataki wrogiego lotnictwa. Osłaniał transporty w pobliżu Marianów, podczas gdy lotniskowce toczyły zwycięskie walki z Japończykami znane jako bitwa na morzu Filipińskim. Pancernik eskortował konwoje do Eniwetok, a później popłynął 9 lipca osłaniać przez trzy dni lotniskowce eskortowe. Później ostrzeliwał Guam przed operacją desantową 21 lipca. Do 30 lipca ostrzeliwał wrogie pozycje i instalacje lądowe.
Okręt przeszedł przegląd w Bremerton, który trwał do października, a później popłynął do zatoki Leyte, gdzie dotarł 22 listopada. Tam osłaniał jednostki transportowe, dowodzące wzmocnienia dla walczących na lądzie, przed praktycznie codziennymi atakami z powietrza, za pomocą których Japończycy starali się spowolnić postępy wojsk amerykańskich. Pancernik opuścił zatokę Leyte 2 grudnia, kierując się w stronę Palaus, gdzie dołączył do sił osłaniających konwój inwazyjny kierujący się w stronę Mindoro. Ponownie pancernik zapewniał ogień przeciwlotniczy desantującym się żołnierzom 15 grudnia, broniąc ich przed samolotami przez dwa dni, po czym odpłynął do Palaus.

#### 1945

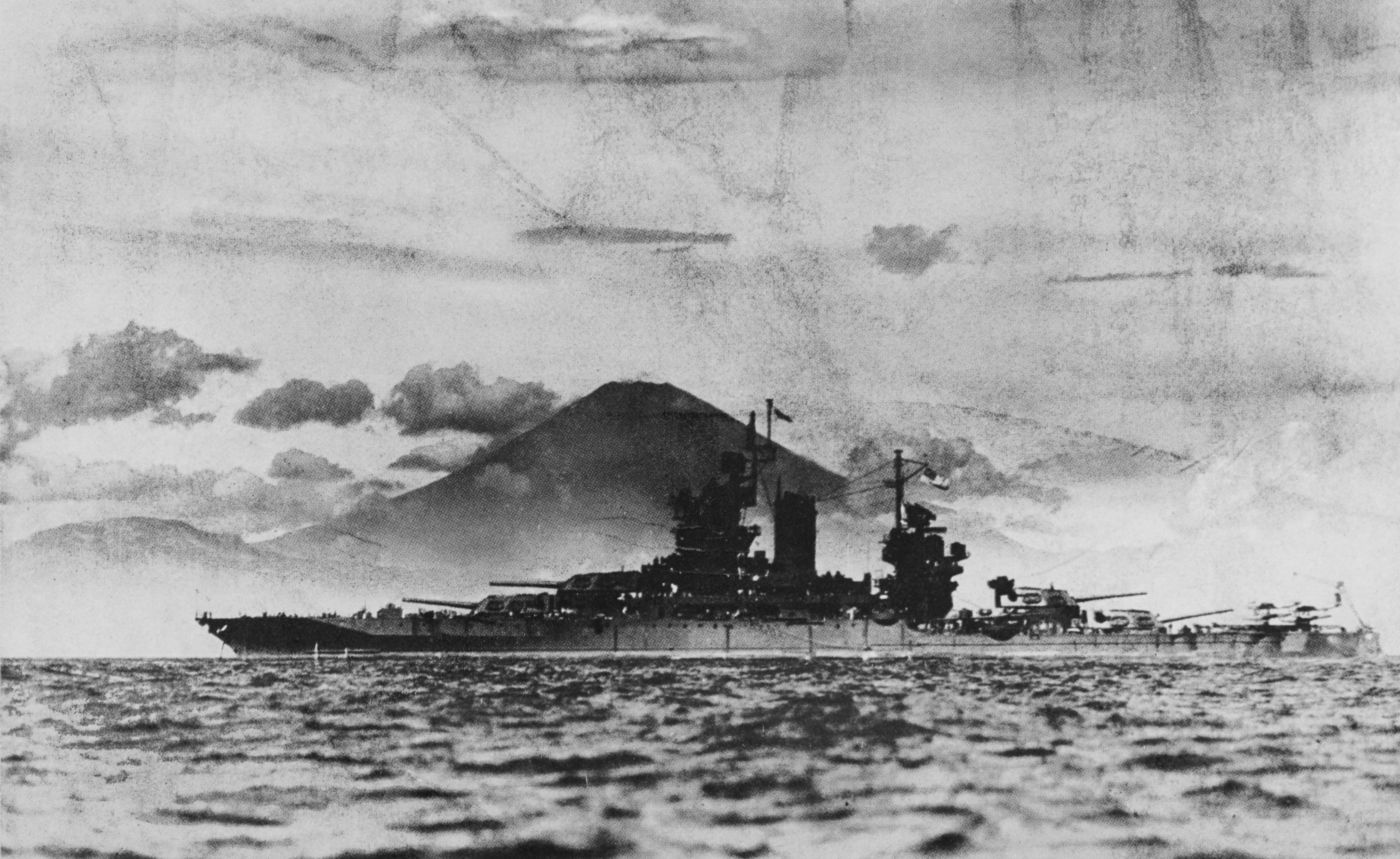
USS New Mexico i Fuji, sierpień 1945

Następną akcją w której udział wziął okręt była inwazja na Luzon. Dużym zagrożeniem dla tej operacji były stałe ataki samolotów kamikaze. Pancernik wziął udział w bombardowaniu 6 stycznia 1945 poprzedzającym lądowanie. Tego dnia okręt został trafiony przez samolot japoński, który rozbił się o mostek pancernika. Tam został zabity dowódca okrętu, komandor Robert W. Fleming, brytyjski Lieutenant General Herbert Lumsden (osobisty wysłannik Winstona Churchilla przy generale MacArthurze). Zginęło także 29 innych członków załogi a 87 zostało rannych. Inny brytyjski pasażer okrętu, wiceadmirał Bruce Fraser, prawie nie odniósł obrażeń, natomiast jego adiutant został zabity. Okręt pozostał jednak w boju, ostrzeliwując wroga, podczas gdy prowadzone były prace remontowe i gdy w styczniu oddziały walczyły na brzegu, pancernik udzielał im wsparcia.
Po naprawach w Pearl Harbor, "New Mexico" dotarł do Ulithi by wziąć udział w przygotowaniach do lądowania na Okinawie. 21 marca odpłynął z miejsca przygotowań wraz z grupą ciężkiego wsparcia artyleryjskiego. Jego działa rozpoczęły ogień w kierunku japońskiej wyspy 26 marca i nie milkły do 17 kwietnia, udzielając wsparcia artyleryjskiego żołnierzom na brzegu. Ponownie 21 i 29 kwietnia otwierał ogień, a 11 maja zniszczył osiem łodzi samobójczych. 
Gdy pancernik zbliżał się do swojego miejsca na kotwicowisku Hagushi 12 maja zaraz po zachodzie słońca, został zaatakowany przez dwie łodzie samobójcze. Jedna rozbiła się o kadłub okrętu, druga starała się trafić go swoją bombą. Na amerykańskim okręcie wybuchł pożar i 54 członków załogi zostało zabitych a 119 rannych. Szybka akcja ratunkowa pozwoliła na ugaszenie ognia po pół godzinie i 28 maja okręt udał się w celu remontu na wyspę Leyte, aby być gotowym na planowaną inwazję na japońskie wyspy macierzyste. Koniec wojny zastał okręt liniowy na Saipanie 15 sierpnia, a następnego dnia okręt udał się na Okinawę, by dołączyć do sił okupacyjnych. Okręt wszedł do Sagami Wan 27 sierpnia by wspierać oddziały lądujące na lotnisku Atsugi, następnego dnia wszedł do zatoki Tokijskiej, by być świadkiem podpisania kapitulacji 2 września 1945. 
"New Mexico" rozpoczął swoją podróż do domu 6 września, po drodze odwiedzając Okinawę, Pearl Harbor i przechodząc przez Kanał Panamski. Do Bostonu dotarł 17 października.

### Okres powojenny
USS "New Mexico" został wycofany ze służby 19 lipca 1946 w Bostonie. Został sprzedany na złom 13 października 1947.

## Nagrody i odznaczenia
"New Mexico" otrzymał sześć battle star za służbę w czasie II wojny światowej.